# Ibrahim Dönmez

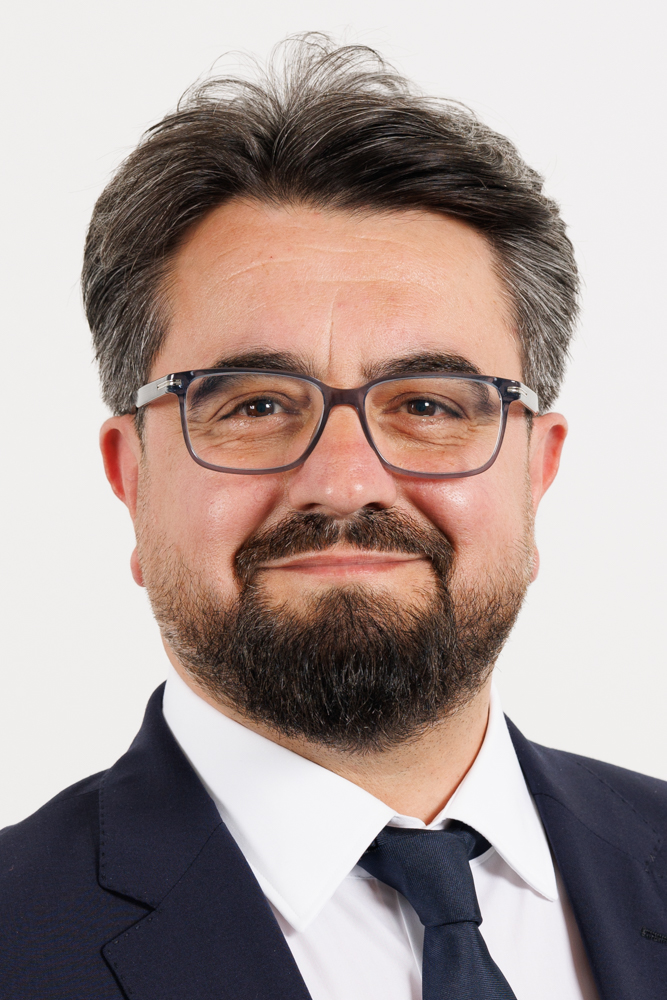
Ibrahim Dönmez

Ibrahim Dönmez (Bayrampaşa (Turkije), 18 september 1971) is een Belgisch politicus voor de PS.

## Levensloop
Dönmez werd geboren in Turkije. Toen hij vier jaar was, verhuisde hij met zijn gezin naar België.
Hij behaalde een graduaat in de kinesitherapie aan de ULB en werkte 25 jaar lang als kinesist en osteopaat, zowel privé als in ziekenhuizen. 
In 2004 sloot Dönmez zich aan bij de PS en voor deze partij zetelt hij sinds de verkiezingen van oktober 2006 in de gemeenteraad van Schaarbeek. Tevens vervulde hij bestuursmandaten bij de Brusselse openbare vervoersmaatschappij MIVB (2009-2019), de Brusselse Maatschappij voor Waterbeheer (2010-2018) en IRIS, het koepelorgaan van vijf Brusselse openbare ziekenhuizen (2010-2019).
Sinds de Brusselse gewestverkiezingen van mei 2019 zetelt Dönmez eveneens in het Brussels Hoofdstedelijk Parlement. Hij ging er zich bezighouden met het ouderenbeleid en kwesties rond eerstelijnszorg en werd lid van de commissie Mobiliteit. Eveneens zetelde hij van 2020 tot 2021 in de bijzondere Covid-commissie en werd hij voorzitter van de in 2021 opgerichte overlegcommissie belast met het formuleren van aanbevelingen met betrekking tot het vinden van een duurzame oplossing over de problematiek rond dakloosheid en slechte huisvesting. Sinds juli 2024 is hij tevens lid van het Parlement van de Franse Gemeenschap, waar Dönmez sinds februari 2025 ondervoorzitter is van de commissie Onderwijs, Volwassenenonderwijs, Promotie van Brussel en Wetenschappelijk Onderzoek.